# Чешніця (Любляна)
Чешніця (словен. Češnjica) — поселення в общині Любляна, Осреднєсловенський регіон, Словенія. Висота над рівнем моря: 389,2 м.